# محمد شوقی افندی

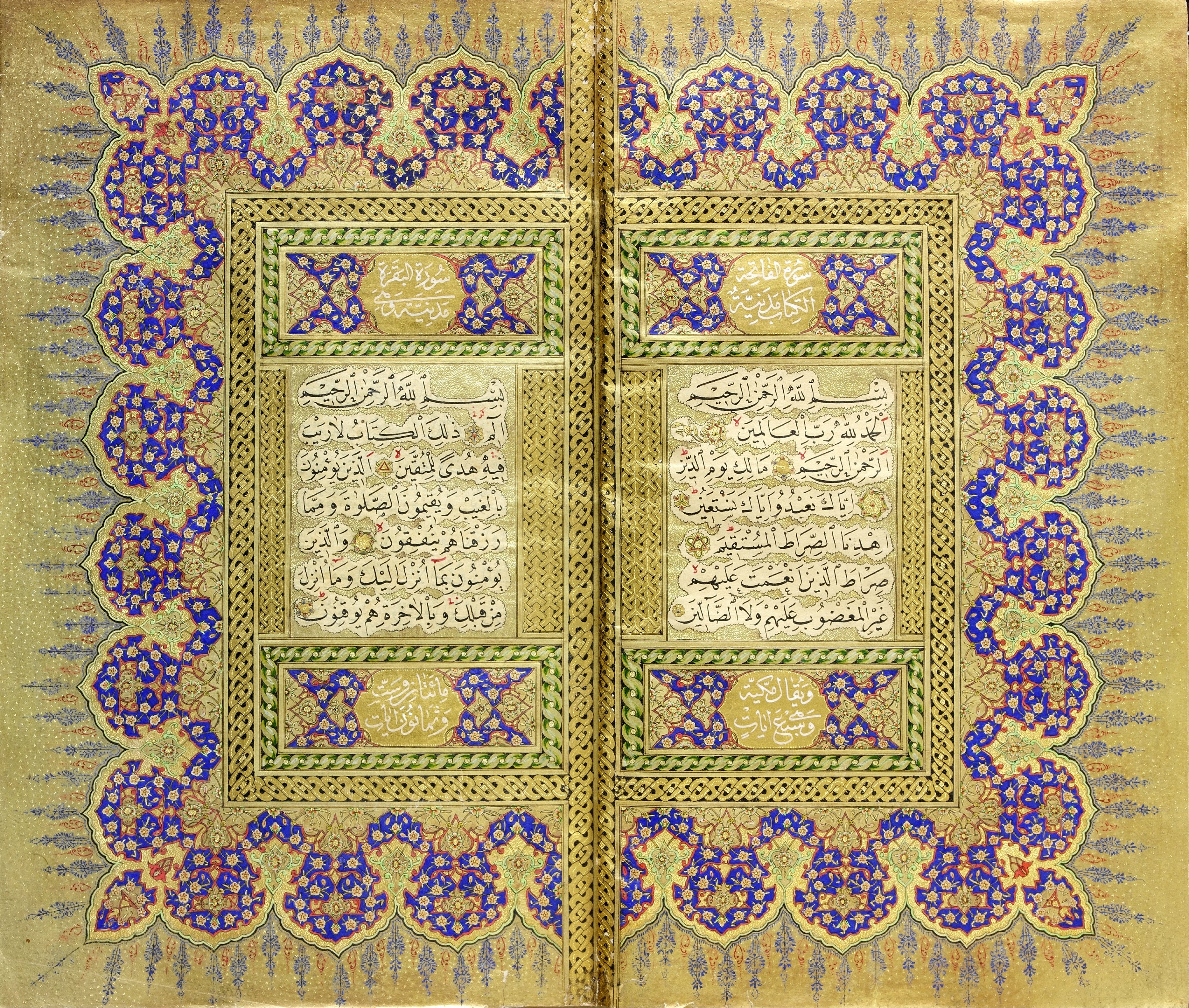
تصویری از یک نسخه تاریخی قرآن به خط محمد شوقی افندی، متعلق به قرن ۱۹ میلادی که در آن سوره فاتحه و آیات ابتدایی سوره بقره دیده می‌شود. براساس توضیحات تصویر در انبار، این قرآن در شهر استانبول نگهداری می‌شود.

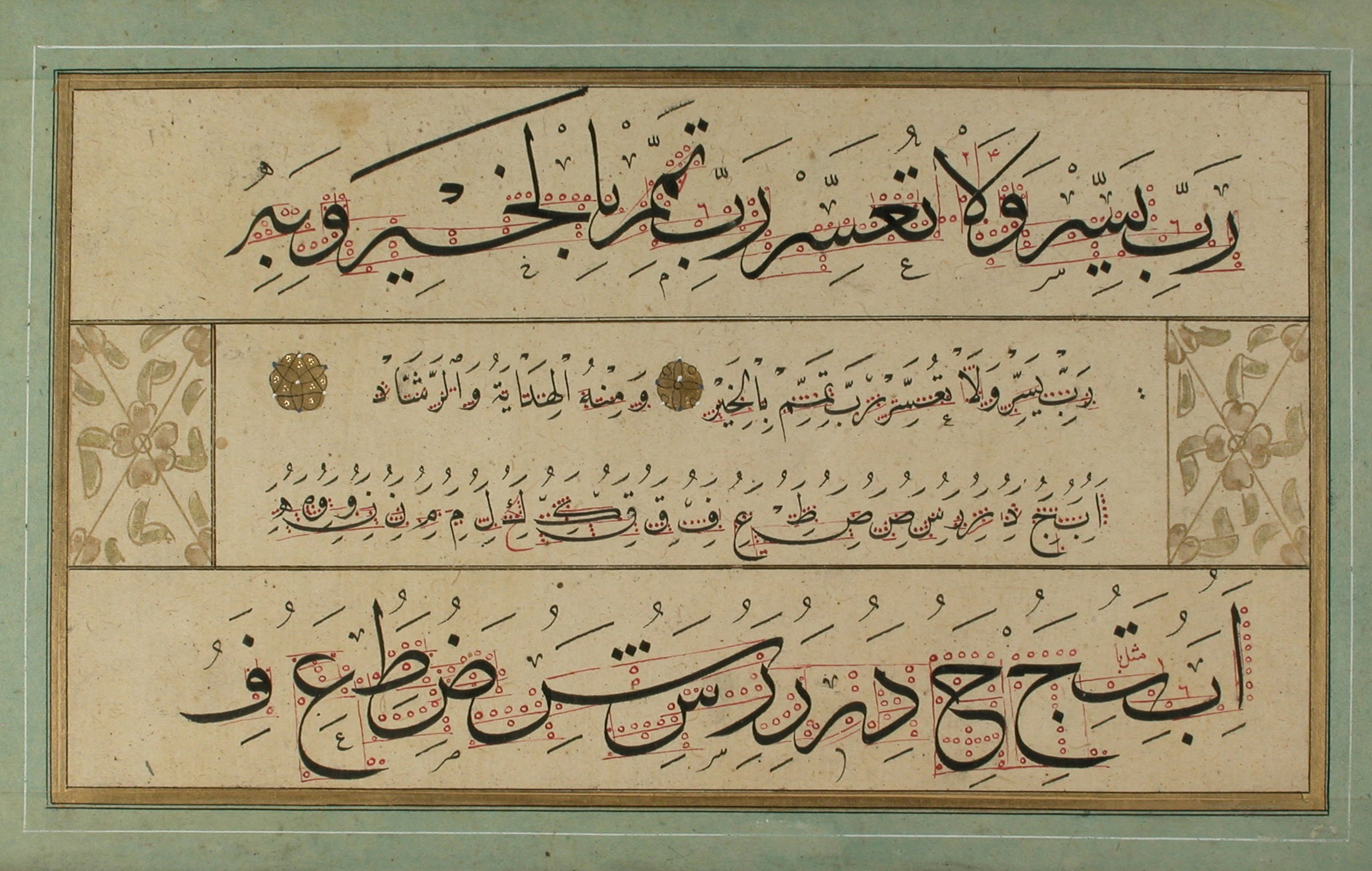
مشق خوشنویسی، اثر محمد شوقی افندی، خطاط چیره‌دست عثمانی به تاریخ ۱۸۶۳ میلادی است. متن بخش بالای اثر حدیثی به زبان عربی و به این شرح است: «رَبِّ یَسِّرْ ولا تُعَسِّرْ رَبِّ تمِّمْ بِالخَیرِ وَبِهِ». این اثر اکنون در مالکیت موزه ثاقب صابونچی قرار دارد.

محمد شوقی افندی (به ترکی استانبولی: Mehmed Şevki Efendi)، خطاط برجستهٔ اهل امپراتوری عثمانی بود که در قرن ۱۹ میلادی (۱۸۲۹-۱۸۸۷) می‌زیست. تخصص او خط ثلث و خط نسخ بود.